# Phrynobatrachus acutirostris
Phrynobatrachus acutirostris és una espècie de granota que viu a Burundi, República Democràtica del Congo i Ruanda.
Està amenaçada d'extinció per la pèrdua del seu hàbitat natural.